# Załuż
Załuż is een dorp in de Poolse woiwodschap Subkarpaten. De plaats maakt deel uit van de gemeente Sanok en telt 310 inwoners.

## Verkeer en vervoer
- Station Załuż